# 禰津元直
禰津 元直（ねつ/ねづ もとなお）は、戦国時代の武将。姓は根津、祢津とも。
禰津氏は信濃国小県郡禰津（長野県東御市）を本拠とした国人。
天文10年（1541年）、甲斐国の戦国大名・武田信虎の小県侵攻（海野平の戦い）に敗れたが、同じ諏訪神党の諏訪頼重を通じて武田氏に臣従して、武田信廉に附属し、知行を安堵された。
『高白斎記』天文11年（1542年）12月15日条に拠れば、娘が武田信虎の嫡男・武田晴信（信玄）の側室として嫁ぎ、「禰津御寮人」と呼ばれた。『高白斎記』天文11年条には「禰津より御前様」が輿入れしたとされているが、これは禰津御寮人に比定する説のほか、諏訪頼重の娘である諏訪御料人に比定する説もある。
天文22年（1553年）8月16日には信濃庄内（長野県坂城町）に1000貫文を与えられる。元直の子息のうち勝直は早世したため、次男・政直（別名政秀とも。出家名：松鴎軒常安）が家督を継承する。